# 毛际可
毛際可（1633年—1708年），字會侯，號鶴舫，晚號松皋老人，浙江嚴州府遂安縣人，清朝文學家。

## 生平
順治十五年（1658年）戊戌科進士，授河南彰德府推官，政績卓著，改陝西城固縣知縣，調河南祥符縣知縣。康熙十八年（1679年）舉博學鴻詞科，康熙二十三年（1682年）主修《浙江通志》。與毛奇齡、毛先舒合稱“三毛”，時人稱“浙中三毛，文中三豪”。康熙四十七年（1708年）病逝家中，享年七十六歲。

## 著作
著有《春秋三傳考異》十二卷、《松皋文集》十卷、《安序堂文鈔》三十卷、《拾餘詩稿》四卷、《黔遊日記》一卷、《會侯文鈔》二十卷。